# Okruží

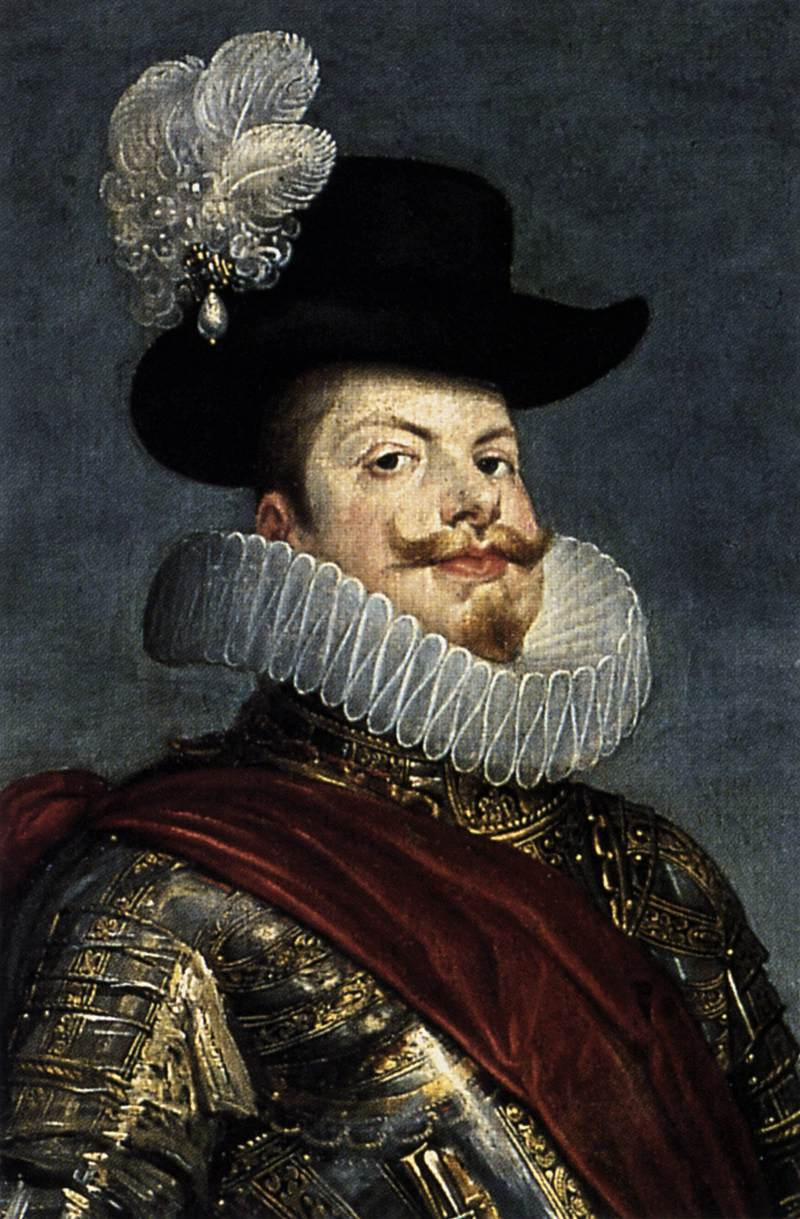
Španělský král Filip III. s okružím na portrétu od Velásqueze

Okruží neboli pulcinellaje část renesančního oděvu. Jedná se o hustě nařasený límec, většinou bílé barvy. Muži i ženy ho nejčastěji nosili společně s rukavicemi na slavnostnější události. Okruží bylo součástí renesančního oděvu šlechty první poloviny 17. století a ve druhé polovině století šestnáctého.

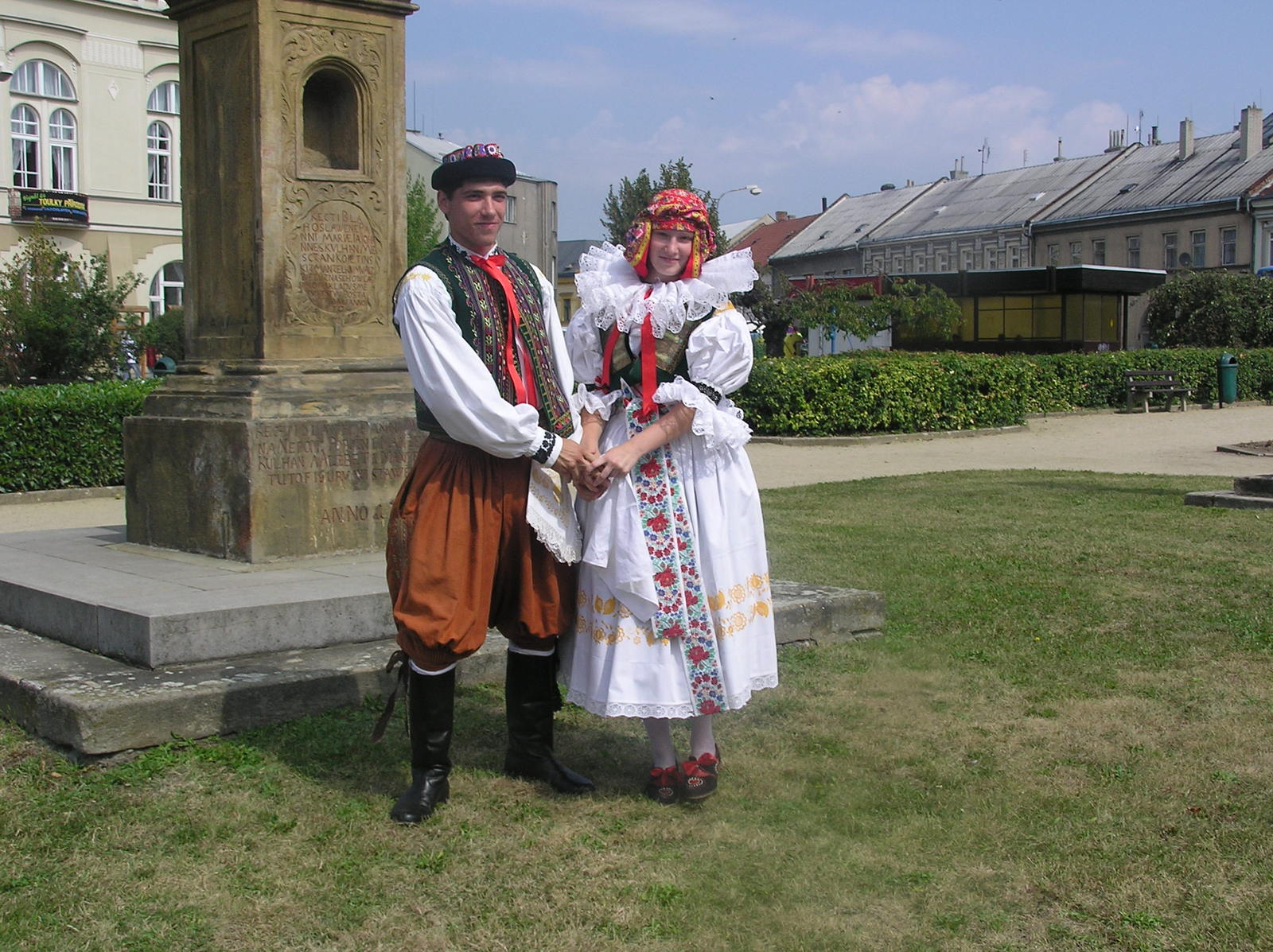
Okruží jako součást ženského hanáckého kroje